# Theridion valleculum
Theridion valleculum là một loài nhện trong họ Theridiidae.
Loài này thuộc chi Theridion. Theridion valleculum được Herbert Walter Levi miêu tả năm 1959.